# شهرستان وودراف (آرکانزاس)
شهرستان وودراف، آرکانزاس (به انگلیسی: Woodruff County, Arkansas) شهرستانی در ایالات متحده آمریکا است که در آرکانزاس واقع شده‌است.

## خصوصیات
شهرستان وودراف ۱٬۵۳۸٫۴۶ کیلومترمربع مساحت دارد.